# Villa Honk
Villa Honk is een gemeentelijk monumentaal pand in de Van Beverninghlaan en het Van Bergen IJzendoornpark in Gouda.
De opdracht tot de bouw van Villa Honk werd gegeven door de voormalig resident van Palembang, I.A. Rijn van Alkemade. Hij kocht in 1910 de grond in het Van Bergen IJzendoornpark van de gemeente Gouda. De villa werd waarschijnlijk ontworpen door de architect W. Kromhout. Hij ontwierp de villa in de zogenaamde Um 1800-stijl. De architect verwerkte in zijn ontwerp diverse elementen die herinnerden aan het Indische verleden van zijn opdrachtgever. Zo kreeg de koepel op het dak de vorm van een tropenhelm. Ook de veranda met de pilaren aan de voorzijde (de zuidwestzijde) vormde een herinnering aan het koloniale verleden van de opdrachtgever. Ten tijde van de bouw bestond er een vrije zichtlijn van de voorzijde in de richting van het Nieuwe Park. Na de bouw van Huize Elisabeth in 1919 was dit uitzicht niet meer mogelijk. De lachende leeuwen bij de entree van Huize Elisabeth zouden een symbool zijn van leedvermaak over dit verdwenen uitzicht.
In de loop van de twintigste eeuw heeft de villa dienstgedaan als ambtswoning van meerdere Goudse burgemeesters.
Het gebouw is aangewezen als een gemeentelijk monument.

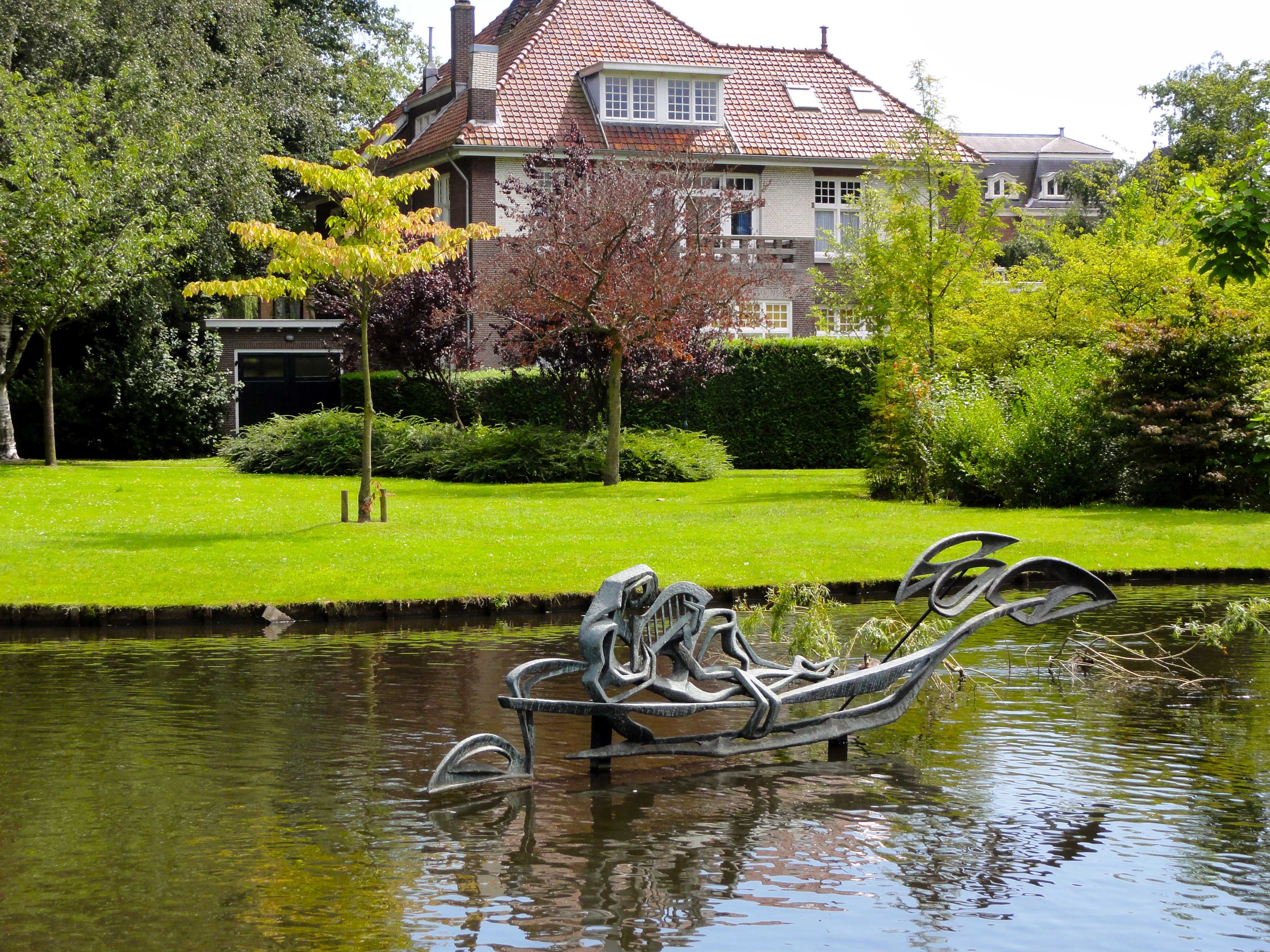
Villa Honk gezien vanaf de overzijde van de vijver in het Van Bergen IJzendoornpark
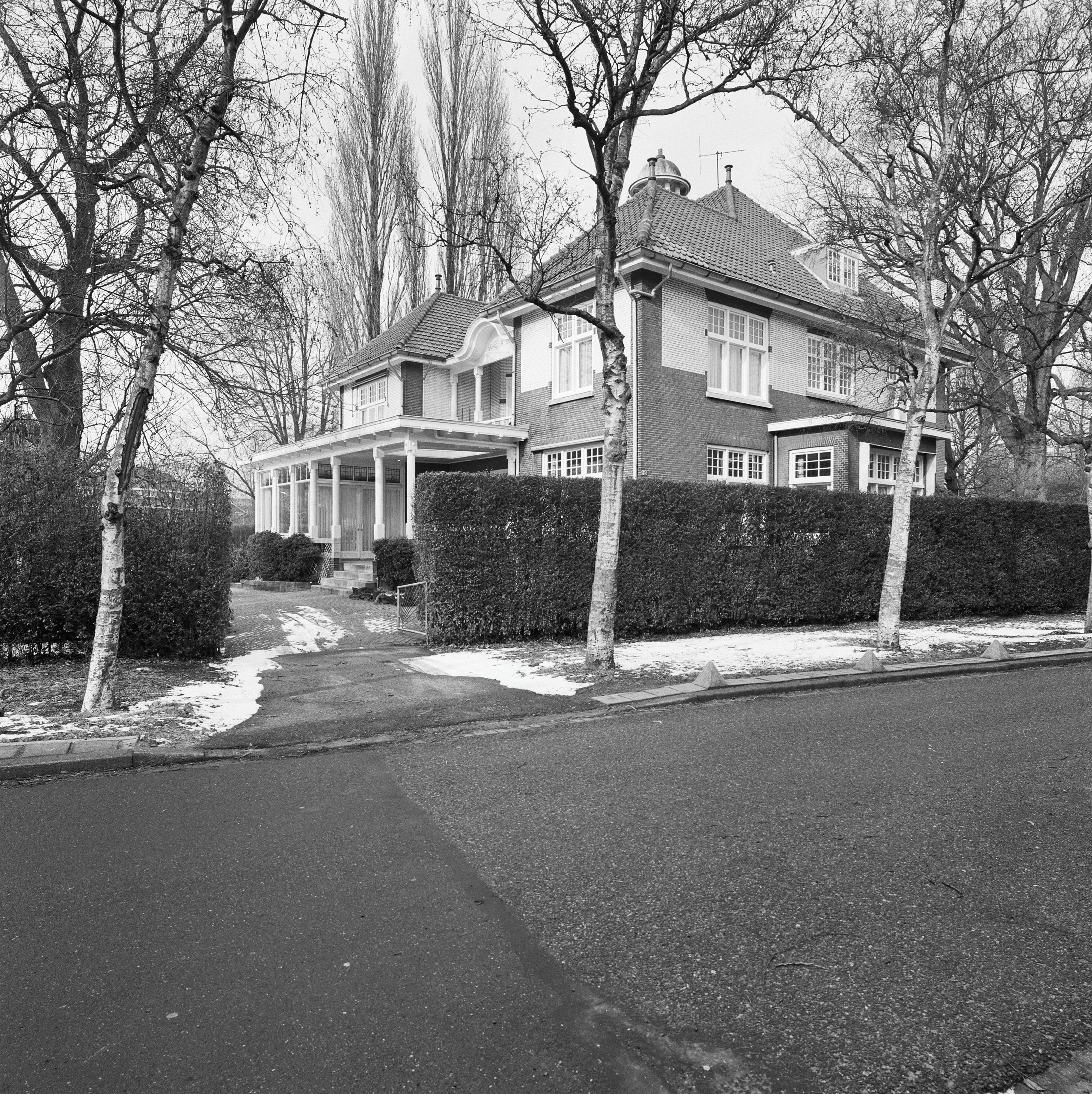
Voorgevel met entree en veranda aan de Van Beverninghlaan
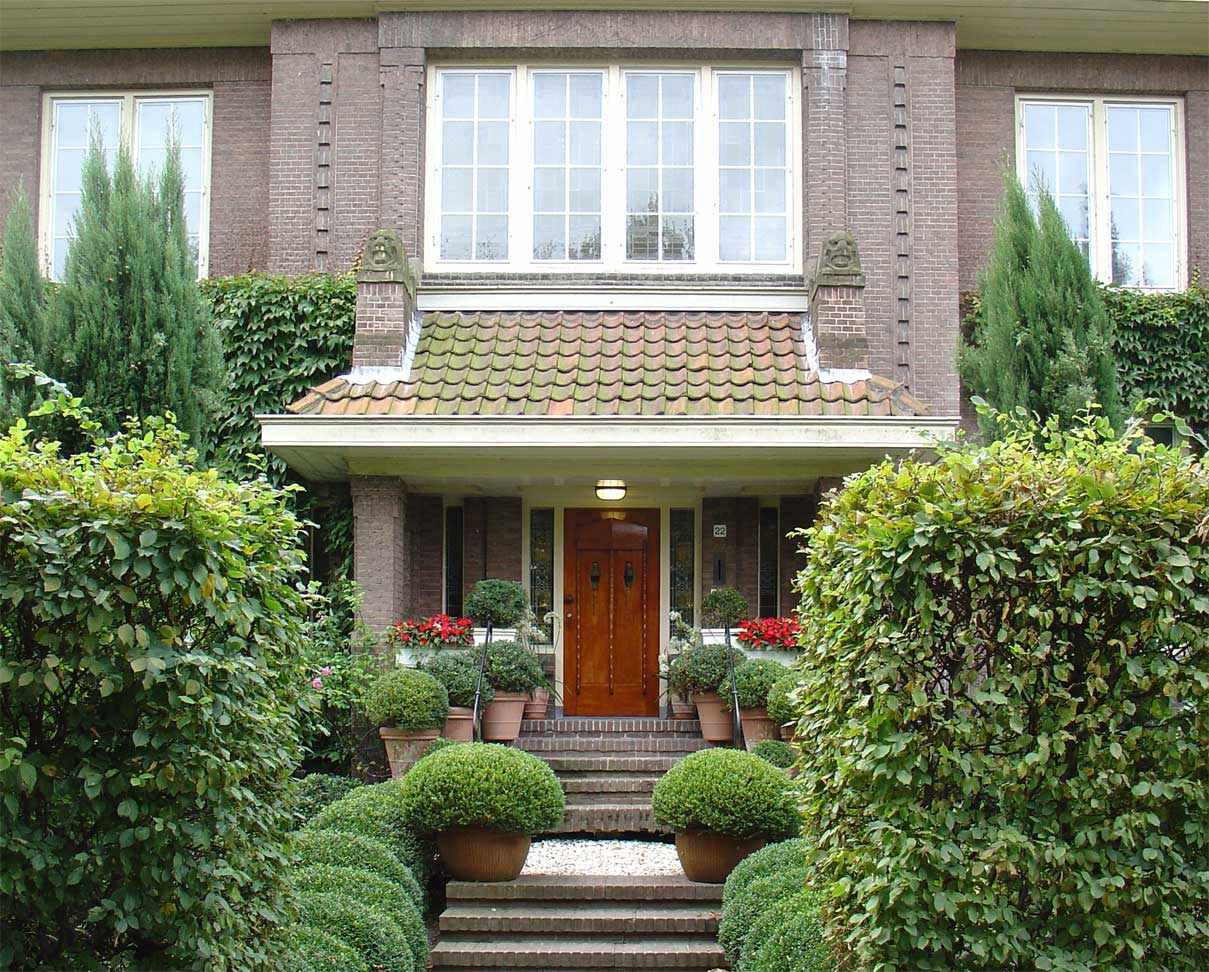
Huize Elisabeth met de beide lachende leeuwen in de richting van Villa Honk